# Apanteles ciscaucasicus
Apanteles ciscaucasicus är en stekelart som beskrevs av Vladimir Ivanovich Tobias 1971. Apanteles ciscaucasicus ingår i släktet Apanteles och familjen bracksteklar. Inga underarter finns listade i Catalogue of Life.